# 富山県立八尾高等学校
富山県立八尾高等学校（とやまけんりつ やつおこうとうがっこう、英: Toyama Prefectural Yatsuo High School）は、富山県富山市八尾町福島にある公立の高等学校。

## 設置学科
- 普通科
  - 福祉コース

## 概要
富山平野の中南部、井田川に沿う河岸段丘の「八尾」に所在する。1922年（大正11年）設立の八尾町立八尾女子技芸学校に起源を持つ。
かつては普通科の他に商業科、家庭科（のちにそれぞれ情報会計科、生活福祉科に改編）が存在したが、2001年（平成13年）に策定した「新生八尾高校プラン」に沿う形で改革を進め、2004年（平成16年）度より各学年4クラス160名を擁する普通科単科高校に改組された。
部活動が盛んであり、ボート部はインターハイや国体を何度も制している。また、19歳以下日本代表選手も合計で13人輩出している。

## 沿革
- 1922年（大正11年）
  - 2月18日 - 八尾町立八尾女子技芸学校（甲種）の開校が文部大臣から認可される[2]。
  - 4月1日 - 八尾町立八尾女子技芸学校（甲種）設立[2]。
  - 4月18日 - 八尾尋常高等小学校（現・富山市立八尾小学校）隣に校舎を建設し、開校式を挙行[2]。
- 1924年（大正13年）4月 - 八尾町立八尾実科高等女学校に改称[2]。
- 1941年（昭和16年）
  - 3月4日 - 早朝に八尾尋常小学校職員室付近から出火し、本校校舎も類焼[3]。
  - 4月1日 - 八尾町鏡町の乾繭倉庫を仮校舎とし、授業再開（八尾国民学校の3、6年生も乾繭倉庫を仮校舎とした）[3]。
  - 12月 - 保内村福島上野の競馬場跡地（現・本校敷地内）に婦南青年学校新校舎落成[4]。
- 1944年（昭和19年）4月1日 - 八尾町立八尾高等女学校に改称[4]。
- 1947年（昭和22年）4月1日 - 乾繭倉庫仮校舎に2階建て1棟（6教室）増築（仮校舎倉庫は八尾町立八尾東部中学校〔現・富山市立八尾中学校〕と兼用となった。）[5]。
- 1948年（昭和23年）
  - 4月1日 - 学制改革により富山県立八尾高等学校（普通科）と改称し、併設中学校併置[6]。
  - 9月1日 - 婦南1町12ヶ村を学区とする男女共学の普通課程として発足[6]。
- 1949年（昭和24年）9月5日 - 旧婦南青年学校校舎の南方に旧八尾町立八尾高等女学校の校舎6教室を移築し、両校舎を連ねる新校舎8教室を新築して生徒全員を移転[6][7]。同年9月10日に校舎落成式典[8]。
- 1950年（昭和25年）4月1日 - 家政科増設・定時制課程普通科設置[9]。
- 1957年（昭和32年）4月1日 - 商業科設置[6][10]。
- 1961年（昭和36年）3月31日 - 旧図書館竣工。運動場スタンドおよびダッグアウト完成[11]。
- 1962年（昭和37年）10月31日 - 講堂兼体育館竣工[12]。
- 1963年（昭和38年）
  - 4月1日 - 家庭科を家政科に改称[13]。
  - 4月8日 - 本館第1期竣工[13]。
- 1965年（昭和40年）
  - 3月31日[14] - 寄宿舎「西山寮」（当時は富山県内でも類例の少ない施設）竣工[9]。
  - 4月15日 - 茶室「一常庵」（20坪）および庭園が竣工[14]。
- 1966年（昭和41年）3月20日 - 本館第2期竣工。および正面玄関竣工[14]。
- 1967年（昭和42年）
  - 1月5日- 本館第3期竣工[14]。
  - 11月30日 - 本館前に校門を移設[15]。
- 1969年（昭和44年）3月31日 - 商業科実習室（商業館）第2期工事竣工[9][15]。
- 1970年（昭和45年）3月27日 - 本館第4期竣工[9][15]。
- 1971年（昭和46年）3月24日 - 柔剣道場「日新館」竣工[9][15]。
- 1972年（昭和47年）1月25日 - 実習棟第3期工事（家政館）竣工[9][16]。
- 1973年（昭和48年）12月27日 - 本館第5期竣工（生徒昇降口、会議室、視聴覚室）[17]。
- 1976年（昭和51年）10月30日 - 同窓会館「高啼館」竣工[18]。
- 1979年（昭和54年）
  - 3月24日 - 理科館改築工事竣工[19]。
  - 3月31日 - 定時制課程廃止[19]。
  - 8月31日 - 芸術館増築工事竣工[19]。
- 1981年（昭和56年）9月 - 中庭完成[19]。
- 1987年（昭和62年）6月 - 第2体育館着工[20]。
- 1988年（昭和63年）
  - 1月20日 - パソコン45台を導入[21]。
  - 5月28日 - 第2体育館（鉄骨鉄筋コンクリート造2階建て延床面積1,039.8m2、1階は赤土を固めた小運動場となるピロティなど、2階は851 m2の体育室など）[20]の落成記念式典を挙行（完成は同年3月23日[21]）。
- 1990年（平成2年）- グラウンド改修工事完成。[要出典]
- 1992年（平成4年）
  - 3月31日 - 図書館・トレーニングハウス竣工[22]。
  - 9月30日 - 本館外壁リフレッシュ工事竣工[23]。
  - 10月30日 - 校歌碑の除幕式を挙行[23]。
- 1993年（平成5年）10月 - 本館内装リフレッシュ工事竣工[23]。
- 1994年（平成6年）
  - 1月10日 - 校訓制定式を挙行[24]。
  - 3月 - 家政館・商業館リフレッシュ工事竣工[24]。
  - 4月1日 - 家政科に福祉コース設置[24]。
- 1995年（平成7年）4月11日 - 大沢野方面の通学バス路線を開設[24]。
- 1996年（平成8年）
  - 4月1日 - 商業科を情報会計科、家政科を生活福祉科に学科改編[25]。
  - 11月6日 - 広さ約10,000m2の第2グラウンド竣工[26]。テニスコート改修[25]。
- 1998年（平成10年）6月 - インターネット開設[27]。
- 2001年（平成13年）
  - 3月 - 第1体育館改修工事竣工[28]。
  - 5月 - 理芸館外部改修工事・校内LAN整備工事竣工[28]。
- 2002年（平成14年）
  - 4月1日 - 情報会計科・生活福祉科を募集停止し、普通科情報コース・福祉コースを設置[29]。
  - 10月11日 - 児童生徒地域交流施設「井泉館」竣工[29]。
- 2004年（平成16年）
  - 3月31日 - 情報会計科・生活福祉科閉科式[30]。
  - 4月 - 普通科単独校への移行完了[30]。
- 2005年（平成17年）5月 - 普通教室・展開教室にエアコン設置[31]。
- 2009年（平成21年）
  - 4月1日 - 普通科情報コース募集停止。同日、寄宿舎「西山寮」休寮[32]。
  - 6月 - 本館耐震工事竣工[32]。
- 2010年（平成22年）2月 - 第1体育館耐震工事竣工[33]。
- 2011年（平成23年）
  - 3月31日 - 情報コースを廃止[34]。
  - 7月 - 学習室設置[34]。
  - 12月- 特別教室棟（情報・家政館）耐震補強工事竣工[34]。
- 2012年（平成24年）
  - 3月 - 理芸館外壁改修工事竣工[35]。
  - 10月19日 - 井泉館壁面におわらモニュメント完成、除幕・点灯式を挙行[35]。
- 2014年（平成26年）8月28日 - 『月影ベイベ』の作者・小玉ユキが来校[36]。
- 2015年（平成27年）
- 2016年（平成28年）3月 - 理芸館耐震補強工事竣工[37]。
  - 10月1日 - 食堂が最終営業[37]。
- 2017年（平成29年）
  - 3月31日 - 食堂を閉鎖[38]。
  - 11月 - 第1体育館吊り天井等落下防止対策工事竣工[39]。
- 2019年（平成31年）3月 - 生徒用トイレ洋式化改修、普通教室棟内部改修工事竣工[40]。
- 2021年（令和3年）
  - 2月 - 無線LAN環境整備工事竣工[41]。
  - 3月 - 柔剣道場「日新館」竣工[41]。

## 部活動
- 運動部 - 野球、陸上競技、卓球、サッカー、ボート、ハンドボール（男）、ソフトボール（女）、テニス（男・女）、バレーボール（女）、バスケットボール（女）、バドミントン（女）
- 文化部 - 吹奏楽、ボランティア、書道、華道、茶道、美術、郷土芸能、演劇

## 校歌
作詞：藤村作、作曲：福井直秋

## アクセス
- JR高山本線越中八尾駅から徒歩約15分。

## 出身者
- 柴田理恵（女優、タレント）
- 田中幹夫（南砺市長）